# Pegnesischer Blumenorden
Der Pegnesische Blumenorden (P.Bl.O.; lateinisch Societas Florigerae ad Pegnesum) ist eine 1644 gegründete Nürnberger Sprachgesellschaft, die ununterbrochen bis heute besteht und konfessionell nicht gebunden ist. Der Name bezieht sich auf den Nürnberg durchziehenden Fluss Pegnitz. Der Pegnesische Blumenorden ist die einzige heute noch bestehende literarische Gruppe barocken Ursprungs.

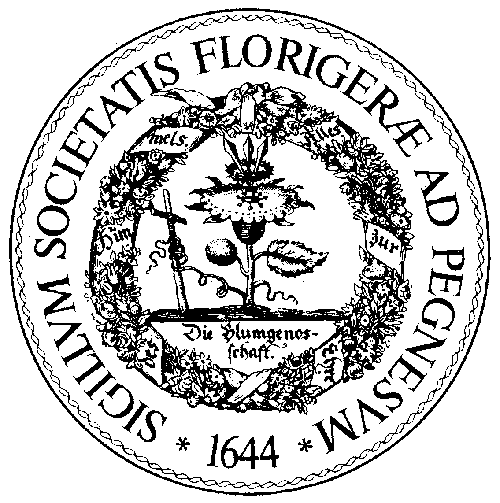
Siegel des Pegnesischen Blumenordens

## Geschichte

### Gründung

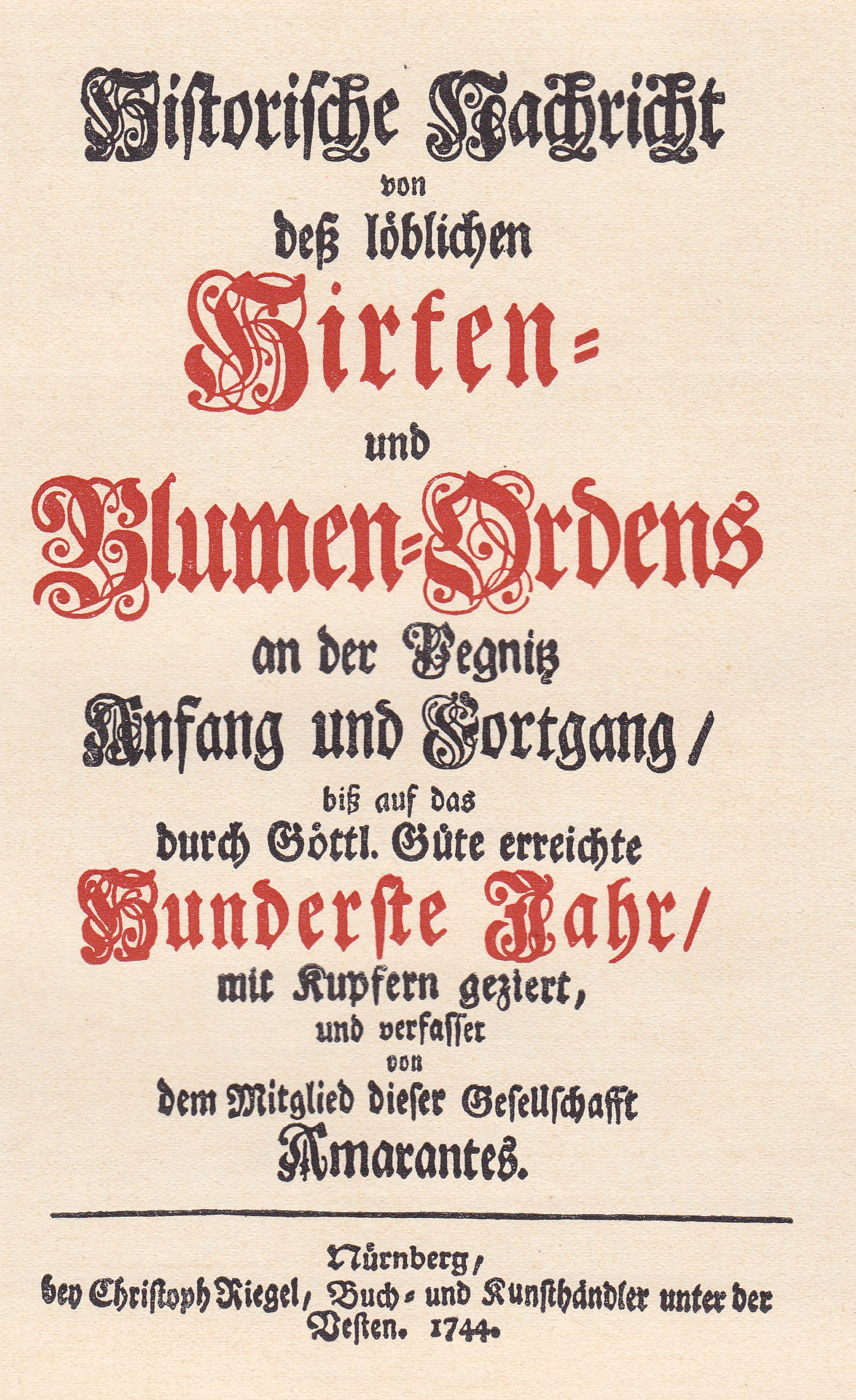
Titelblatt einer Geschichte des Blumenordens, Nürnberg 1744

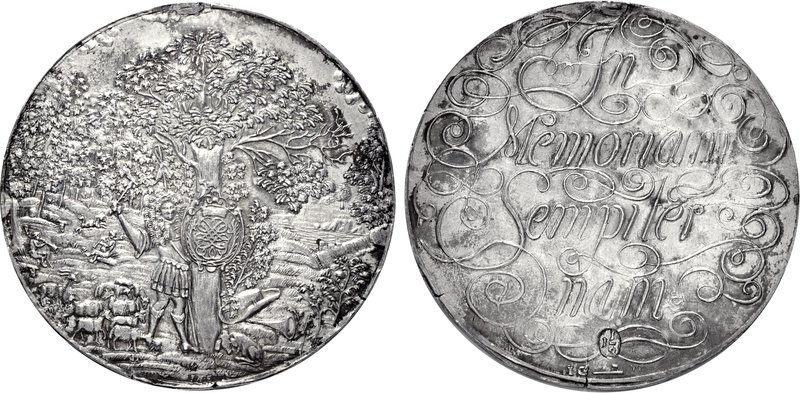
Sachsen-Gotha-Altenburg, Friedrich I., 1½facher breiter Schautaler o. J. (1683/88), wahrscheinlich durch die Aufnahme des Herzogs in den Orden der Pegnitzschäfer im Jahre 1681 veranlasst, Münzstätte Gotha

1644 gründeten der Nürnberger Patrizier Georg Philipp Harsdörffer und der Kandidat der Theologie Johann Klaj, Lehrer an der Sebalder Schule, nach dem Vorbild der Fruchtbringenden Gesellschaft des Fürsten Ludwig von Anhalt, die wiederum auf das Muster italienischer Akademien zurückgeht, ihre Gesellschaft vom „Gekrönten Blumenorden von der Pegnitz“, auch „Pegnesischer Blumenorden“ genannt. Die Mitglieder nannten sich „Pegnitzschäfer“. Als Zweck der Gesellschaft wurde angegeben: „Förderung der Verehrung Gottes und der deutschen Treue, Pflege und Verbesserung der deutschen Sprache und Dichtkunst“. Dementsprechend wurde der Blumenorden nicht nur zu einem Forum der Literaturpflege, sondern auch Sprachpfleger gehörten und gehören ihm an.
Der Legende nach wurden 1644 anlässlich einer Doppelhochzeit der Zeitmode entsprechend zwei Hochzeitsgedichte (Schäfergedichte) bestellt, eines bei Georg Philipp Harsdörffer und ein anderes bei Johann Klaj. Der bessere sollte einen mit Blumen durchflochtenen Lorbeerkranz erhalten. Doch beide Musen-Kombattanten wollten dem anderen den Vorzug gönnen, da man nicht entscheiden konnte, wem der Kranz zuerkannt werden sollte. Schließlich nahm jeder nur eine Blume heraus, zu der er sich eine Devise wählte. In der Folge wurden auch andere Poeten aufgefordert, dem Bund beizutreten. Die Mitglieder wählten sich dann einen Ordens- oder „Hirtennamen“ und eine Blume als Symbol (Harsdörffer z. B. hieß Strephon und hatte die Maienblume bzw. bis 1669 die Panflöte als Emblem).

### 17. Jahrhundert
Harsdörffer verlor schon nach wenigen Jahren das Interesse am gemeinsamen Dichten, Klaj wurde Pfarrer in Kitzingen. Nach dem Tod von Klaj († 1656) und von Harsdörffer († 1658) war es Sigmund von Birken, Mitglied der Fruchtbringenden Gesellschaft, der den Blumenorden wiederbelebte. Im Jahre 1662 wurde er zum Ordensvorstand gewählt und leitete den Orden bis zu seinem Tod 1681. Wegen seiner religiösen Dichtungen wurde er 1654 von Kaiser Ferdinand III. in den Adelsstand erhoben. Unter seiner Federführung wurden insgesamt fast 60 neue Mitglieder aufgenommen, darunter viele Auswärtige und prominente Autoren ihrer Zeit. Birkens besonderes Verdienst besteht darin, dass er Frauen, insgesamt vierzehn, in die Vereinigung aufnahm. So konnten an gemeinschaftlich verfassten Werken auch die beteiligten Frauen ihre Sichtweisen und Werte artikulieren. Maria Catharina Stockfleth, neben Gertrud Möller die bekannteste Dichterin im Blumenorden, verfasste in Kooperation mit ihrem Ehemann, Heinrich Arnold Stockfleth, die Kunst- und tugendgezierten Macarie (1673).
In den 1660er und 1670er Jahren entstand eine Vielzahl von Schäferdichtungen der Pegnitzhirten, die alle zu gesellschaftlichen Anlässen verfasst wurden. Typisches Merkmal dieser gemeinsam verfassten Gelegenheitsdichtungen ist eine nach dem Vorbild von Vergil und Martin Opitz gestaltete Rahmenhandlung, innerhalb derer die einzelnen Schäfer ihre Verse vortragen. Zum Schluss wird gemeinsam ein Lied gesungen.
Mit dem Inkrafttreten des Waldherrn-Verlasses am 1. Februar 1681 wurde dem Orden das Recht auf immerwährende Benutzung des Irrhaines zugestanden. Den Erbförstern von Kraftshof und Neunhof wurden 3 Gulden pro Jahr zum Ausgleich dafür gezahlt. Die Nutzung des Holzes war davon nicht erfasst. Die Errichtung von Gebäuden bedurfte zudem der Zustimmung der Forstverwaltung.
Birken förderte den Dichterverein nach Kräften, aber schon bald nach seinem Tod kamen die Aktivitäten zum Erliegen. Seine Nachfolger Martin Limburger und Magnus Daniel Omeis, Professor für Rhetorik, Poesie und Moral an der Universität Altdorf, schafften es nicht, den schon bald als „schwülstig“-barock angesehenen Stil in das 18. Jahrhundert, die Zeit der Aufklärung und des „natürlichen“ Stils, hinüberzuretten.

### 18. Jahrhundert
„1761 schrieb der Leipziger Literaturpapst Johann Christoph Gottsched an den Altdorfer Professor und Blumengenossen Georg Andreas Will, da die Pegnesische Schäfergesellschaft ihrem Ende ziemlich nahe zu sein scheine, solle doch Wills Deutsche Gesellschaft sich den Irrhain aneignen! Will und seine Studenten wollten aber lieber dazu beitragen, daß der Orden in reformierter Gestalt weitergeführt werden konnte.“
Im November 1791 veröffentlichten die Dichter des Nürnberger Vereins in der lokalen Presse eine „geharnische Antwort“ auf die von dem aus Marbach am Neckar stammenden Dichter Friedrich Schiller öffentlich geäußerte Bezeichnung ihres Pegnesischen Blumenordens als „überempfindlich, borniert und langweilig“.
Zu den bekannteren Mitgliedern gehörten auch Christian Conrad Nopitsch (1759–1838), evangelischer Theologe, Pfarrer zu Altenthann (heute Ortsteil von Schwarzenbruck), ein Lokalhistoriker, der Verfasser eines „Wegweisers für Fremde in Nürnberg, oder topographische Beschreibung der Reichsstadt Nürnberg. ..“, 1801, Fortführer des Nürnbergischen Gelehrten-Lexicons von Georg Andreas Will, sowie Christian Gottlieb Schwarz (1675–1751), Hochschullehrer an der Universität Altdorf und Präses des Blumenordens.

### 21. Jahrhundert
2007 wirkte der Blumenorden über seine Mitglieder Werner Kügel (Präses) und Thomas Paulwitz an der Wiederbelebung der Neuen Fruchtbringenden Gesellschaft mit.

## Irrhain

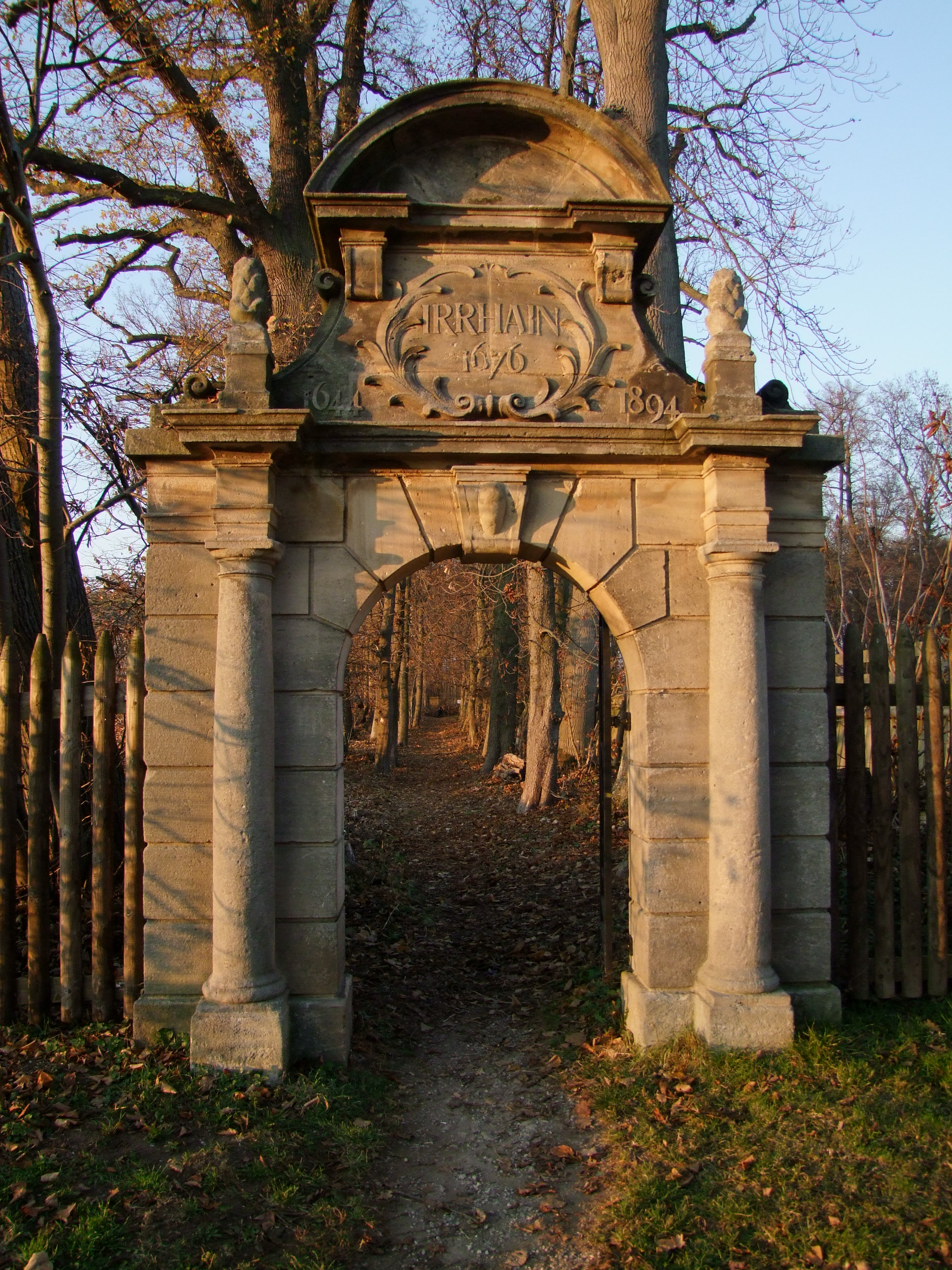
Eingangstor zum Irrhain (Nov. 2011)

Als Versammlungsort des Pegnesischen Blumenordens dient seit 1676 der bei Kraftshof nahe Nürnberg gelegene Irrhain in einem von dem Blumenorden erworbenen Waldstück im Knoblauchsland, das auch der Abschirmung der häufig reichlich mit alkoholischen Getränken versorgten Treffen des Dichtervereins diente. Zeitweilig war auch Rockenbrunn ein Hauptschauplatz der Schäferspiele des Pegnesischen Blumenordens, der den Moritzberg zu seinem Parnaß erklärt hatte.

## Ordensräte
Neben dem Vorstand, der die Geschäfte des Vereins leitet, können vom Vorstand Ordensräte zur Wahrnehmung besonderer Aufgaben ernannt werden. Per Ende Juli 2020 sind Ordensräte für die Bibliothek, für das Archiv, für Sprachpflege und Kommunikation, für die Pflege des Irrhains, für moderne Literaturbetrachtung und für auswärtige Beziehungen bestellt.
Satzungsgemäßer Ordensrat des Pegnesischen Blumenordens ist der jeweilige Generaldirektor des Germanischen Nationalmuseums in Nürnberg.

## Ehrenkreuzträger
Zur Anerkennung von besonderen Verdiensten um die deutsche Sprache und Literatur verleiht der Blumenorden Ehrenkreuze. Diese Auszeichnung wurde bislang 52-mal verliehen. Ehrenkreuzträger sind:
1. Friedrich von Herford (Präses des Blumenordens)
2. Georg Freiherr von Harsdorf (Vizepräses, Familienältester der Nachkommen Georg Philipp Harsdörfers)
3. Clara Freifrau von Scheurl (Ehefrau des Präses Eberhard von Scheurl)
4. Christoph Freiherr von Tucher (1. Ordensrat)
5. Emil Bauer (Schriftsteller)
6. Wilhelm Malter (Schriftsteller; Schatzmeister des P.Bl.O.)
7. Gustav-Adolf Gedat, 10. Februar 1963
8. Elisabeth Schnittmann-Löffler (Schriftstellerin), 4. April 1968
9. Edith Groß (Lehrerin), 4. April 1968
10. Hildegard Malter-Sturm (Schriftstellerin), 4. April 1968
11. Elisabeth Fürst (Lehrerin und Schriftstellerin), 4. April 1968
12. Thea Metzler (Lehrerin), 4. April 1968
13. Lore Köstler (Lehrerin und Irrhainpflegerin), 5. Dezember 1971
14. Siegfried Freiherr von Scheurl (Vizepräses), 1. Dezember 1978
15. Luise Fuchs (Schriftführerin des P.Bl.O.), 1. Dezember 1979
16. Käthe Kirschner, 22. September 1992
17. Kurt Fuchs (Schriftführer des P.Bl.O.), 12. Januar 1993
18. Inge Meidinger-Geise (Schriftstellerin); 16. März 1993
19. Hubert Weiler (Generaldirektor der Stadtsparkasse und IHK-Vorsitzender), 14. Juli 1994
20. Hartmut Laufhütte (Literaturwissenschaftler), 3. Juli 1994
21. Wolfgang Bühler (Vorsitzender der Schickedanz-Holding), 14. Juli 1994
22. Karl Platzer (Direktor der Volksbank und Schatzmeister des P.Bl.O.), 18. August 1994
23. Marie Friederich (Mitglied des Jubiläumsfestausschusses), 18. August 1994
24. Wilhelm Wolf (Ministerialbeauftragter für die Gymnasien in Mittelfranken i. R. und Mitglied des Jubiläumsfestausschusses), 18. August 1994
25. Elisabeth Wolf (Schriftstellerin), 18. August 1994
26. Ottmar Zagel (Mitglied des Jubiläumsfestausschusses), 18. August 1994
27. Annemarie Zagel (Schriftstellerin), 18. August 1994
28. Werner Kügel (Dozent für Technisches Englisch, Leiter des Festausschusses), 26. August 1994
29. John Roger Paas (Literaturwissenschaftler), 26. August 1994
30. Günther Beckstein (ehemaliger Bayerischer Innenminister), 18. November 1994
31. Johannes Geiger, 4. Dezember 1994
32. Georg Prechtel (langjährigstes Mitglied und Förderer des P.Bl.O.), 4. Dezember 1994
33. Theo Reubel-Ciani (Redakteur, Mitglied des Jubiläumsfestausschusses), 14. März 1995
34. Hans Zehetmair (ehemaliger Bayerischer Staatsminister für Kunst und Wissenschaft), 26. Juni 1995
35. Hans König (Schriftsteller), 30. September 1995
36. Walter Buckan (Arbeitsgerichtspräsident i. R. und Förderer des P.Bl.O.), 3. Dezember 1998
37. Herbert Rosendorfer (Richter und Schriftsteller), 8. Mai 1999
38. Heiko Kistner (Buchhändler), 26. März 2001
39. Eugen Schöler (Realschulkonrektor i. R., Heimatforscher, Wappenkundiger), 12. Februar 2003
40. Godehard Schramm (Schriftsteller), 13. September 2003
41. Utz Ulrich, (Stadtrat der FDP, Befürworter von Projekten des P.Bl.O.), 28. November 2004
42. Ulrich Fülleborn (Literaturwissenschaftler), 21. April 2005
43. Manfred H. Grieb (Verfasser des Nürnberger Künstlerlexikons), 2. Dezember 2007
44. Renate Jürgensen (Literaturwissenschaftlerin und Ordensrätin für das Archiv), 14. Juli 2008
45. Günter Stössel (Mundartbarde, Sprachpfleger), 4. Juni 2009
46. Helge Weingärtner (Irrhainpfleger), 3. Juli 2011
47. Roland Blank (Leiter der Nürnberger Forstbetriebe, Retter des Irrhains), 11. Mai 2012
48. Peter Pröbstle (Forstdirektor, Retter des Irrhains), 11. Mai 2012
49. Karl Ebner (für seine Lebensleistung im Orden), 2. Dezember 2012
50. Gottfried Reiß (für seine Lebensleistung im Orden), 2. Dezember 2012
51. Hartmut Frommer (Förderer von Irrhainveranstaltung und -projekt), 14. Mai 2014
52. Günter Körner (Vizepräses, Irrhainmitgestalter, Autor), 6. Juli 2014

## Der Blumenorden im Urteil von Zeitgenossen
So urteilte der deutsche Lyriker Karl Bröger 1935: „Wenn auch die Pflege der in jener barocken Zeit sehr beliebten süßlichen Schäferpoesie manchmal das Streben nach Reinhaltung der deutschen Sprache überschattet, sind die Verdienste der Gesellschaft hoch anzuerkennen.“